# Vonda
Vonda är en ort i Kanada.   Den ligger i provinsen Saskatchewan, i den centrala delen av landet, 2 300 km väster om huvudstaden Ottawa. Vonda ligger 527 meter över havet och antalet invånare är 322.
Terrängen runt Vonda är platt, och sluttar norrut. Trakten runt Vonda är nära nog obefolkad, med mindre än två invånare per kvadratkilometer.. Närmaste större samhälle är Aberdeen, 12,4 km väster om Vonda.
Trakten runt Vonda består till största delen av jordbruksmark.